# Non c'è campo
Non c'è campo è un film del 2017 diretto da Federico Moccia.

## Trama
Una classe di liceo si reca in gita, per volere della professoressa, Laura Basile (cognome del marito), nella città d'arte di Scorrano, località salentina in provincia di Lecce in cui vive il giovane artista internazionale Gualtiero Martelli. Giunti a destinazione la classe scopre con orrore che nel piccolo borgo non c'è campo e che quindi i loro smartphone sono inutilizzabili. Il distacco dai social viene inizialmente vissuto con un senso di isolamento, ma, gli studenti capiscono la dipendenza che danno i social, riducendo il tempo dedicato all'utilizzo di, magari continuando a utilizzare il telefono durante il giorno ma come hobby creativo, se uno ha una mente creativa, naturalmente.

## Colonna sonora
La colonna sonora originale del film è composta da Francesco Cerasi. Rientra nella colonna sonora il brano Semplice della cantante Elodie, la quale compare anche in un cameo all'interno del film.

## Incassi
Il film ha incassato in Italia 574570 €.

## Luoghi
Il film è stato girato nella citta di Scorrano in provincia di Lecce.